# ロイヤル・メダル

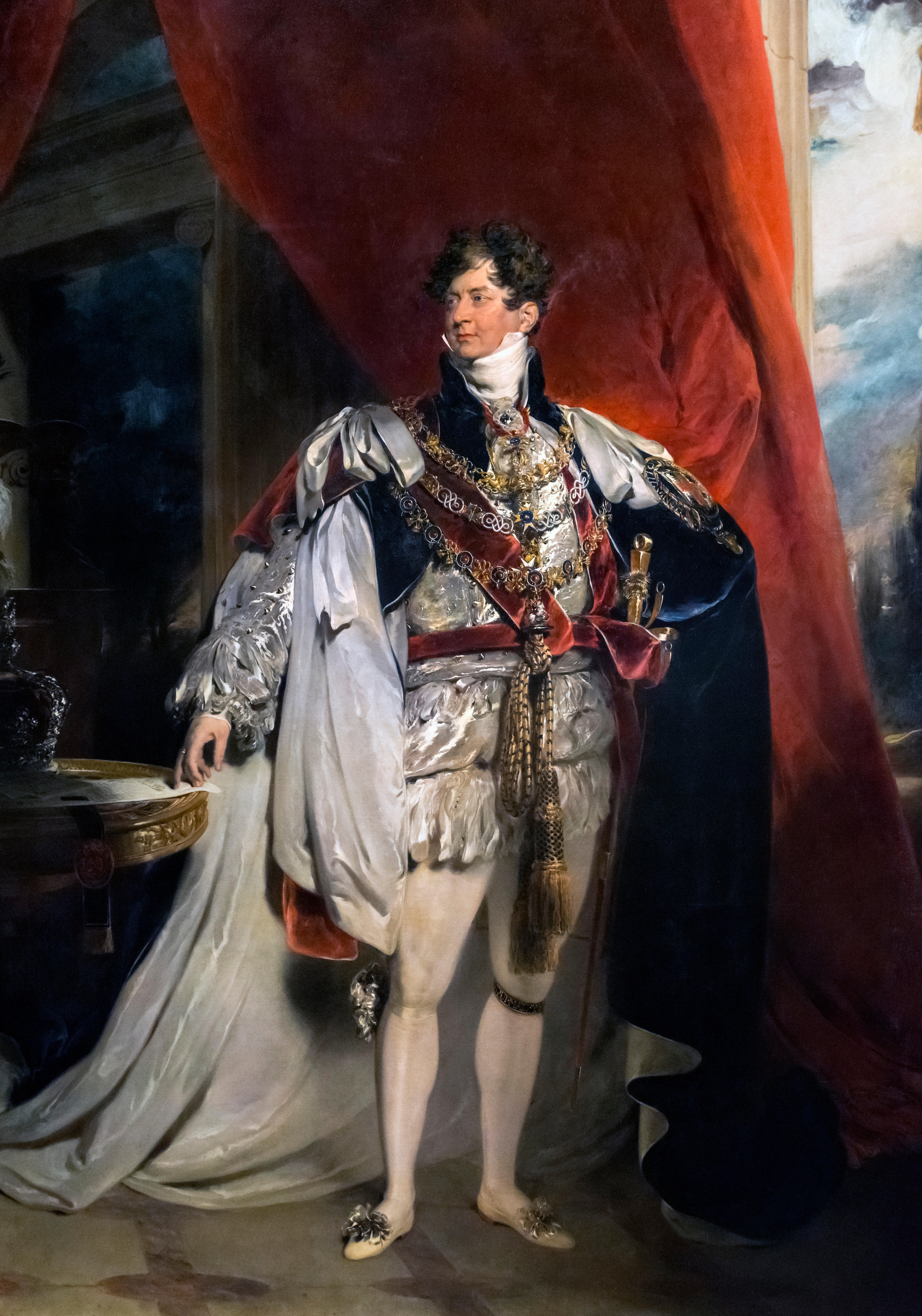
ジョージ4世が1826年にこの賞を創設した。

ロイヤル・メダル（Royal Medal）は、王立協会が毎年イギリス連邦内で「自然界についての知識の発展に最も重要な貢献をした」2人の人物と「応用科学の分野で顕著な貢献をした」1人の人物に与える賞で、金メッキされた銀メダルが授与される。1826年、ジョージ4世が創設した。当初は毎年2つのメダルを、前年に重要な発見をした者に与えていた。その後対象期間が5年間に伸び、さらに3年間に短縮された。形式はウィリアム4世とヴィクトリア女王が受け継ぎ、特にヴィクトリア女王は1837年に条件を変更したため、数学も3年おきに選考対象とされるようになった。1850年に再び条件が変更され、イギリス連邦内で10年前から1年前までの間に発表された自然科学への重要な貢献2件を表彰することになった。
1965年、現在の形式となり、王立協会の推薦に基づいてイギリス王室が3つのメダルを毎年授与するようになった。自然科学全般を対象とするため、選考委員会は生物学関連部門と物理学関連部門に分かれている。

## 受賞者一覧

### 1826年～1850年
- 1826年: ジェームズ・アイヴォリー （数学）、ジョン・ドルトン（物理学）
- 1827年: フリードリッヒ・フォン・シュトルーベ（天文学）、ハンフリー・デービー（物理学）
- 1828年: ヨハン・フランツ・エンケ（天文学）、ウイリアム・ウォラストン（化学）
- 1829年: チャールズ・ベル（解剖学）、Eilhard Mitscherlich（化学）
- 1830年: アントワーヌ・バラール（化学）、ディヴィッド・ブリュースター（物理学）
- 1831年: 受賞者なし
- 1832年: 受賞者なし
- 1833年: オーギュスタン・ピラミュ・ドゥ・カンドール（植物学）、ジョン・ハーシェル（天文学）
- 1834年: チャールズ・ライエル（地質学）、ジョン・ラボック（物理学）
- 1835年: マイケル・ファラデー（化学）、ウィリアム・ローワン・ハミルトン（物理学）
- 1836年: George Newport（解剖学）、ジョン・ハーシェル（2回目、天文学）
- 1837年: ウィリアム・ヒューウェル（物理学）
- 1838年: ウィリアム・ヘンリー・フォックス・タルボット（数学）、トーマス・グレアム（化学）
- 1839年: ジェームズ・アイヴォリー（2回目、数学）、Martin Barry（発生学）
- 1840年: チャールズ・ホイートストン（生理学）、ジョン・ハーシェル（3回目、天文学）
- 1841年: Eaton Hodgkinson（工学）、Robert Kane（化学）
- 1842年: ジョン・フレデリック・ダニエル（化学）、William Bowman（解剖学）
- 1843年: チャールズ・ホイートストン（2回目、物理学）、James David Forbes（物理学）
- 1844年: ジョージ・ブール（数学）、トーマス・アンドリューズ（化学）
- 1845年: ジョージ・ビドル・エアリー（天文学）、Thomas Snow Beck（医学）
- 1846年: マイケル・ファラデー（2回目、物理学）、リチャード・オーウェン（生物学）
- 1847年: George Fownes（化学）、ウィリアム・ロバート・グローブ（物理学）
- 1848年: Charles James Hargreave（数学）、Thomas Galloway（数学）
- 1849年: エドワード・サビーン（天文学）、ギデオン・マンテル（地質学）
- 1850年: Benjamin Collins Brodie（化学）、トーマス・グレアム（2回目、化学）

### 1851年～1900年
- 1851年: ウィリアム・パーソンズ（天文学）、George Newport（昆虫学）
- 1852年: ジェームズ・プレスコット・ジュール（物理学）、トマス・ヘンリー・ハクスリー（生物学）
- 1853年: チャールズ・ダーウィン（博物学）、ジョン・ティンダル（物理学）
- 1854年: アウグスト・ヴィルヘルム・フォン・ホフマン（化学）、ジョセフ・ダルトン・フッカー（植物学）
- 1855年: ジョン・ウェストウッド（昆虫学）、ジョン・ハインド（天文学）
- 1856年: ジョン・リチャードソン（博物学）、ウィリアム・トムソン（物理学）
- 1857年: エドワード・フランクランド（化学）、ジョン・リンドリー（植物学）
- 1858年: Albany Hancock（生物学）、ウィリアム・ラッセル（天文学）
- 1859年: アーサー・ケイリー（数学）、ジョージ・ベンサム（植物学）
- 1860年: Augustus Volney Waller（神経生理学）、William Fairbairn（構造力学）
- 1861年: ジェームス・ジョセフ・シルベスター（数学）、William Benjamin Carpenter（生理学）
- 1862年: アレキサンダー・ウィリアムソン（化学）、John Thomas Romney Robinson（天文学）
- 1863年: John Peter Gassiot（物理学）、マイルズ・ジョセフ・バークリー（植物学）
- 1864年: Jacob Augustus Lockhart Clarke（解剖学）、ウォーレン・デラルー（天文学）
- 1865年: Archibald Smith（数学）、ジョゼフ・プレストウィッチ（地質学）
- 1866年: ウィリアム・ハギンズ（天文学）、William Kitchen Parker（解剖学）
- 1867年: John Bennet Lawes と Joseph Henry Gilbert（化学）、William Edmond Logan（地質学）
- 1868年: アルフレッド・ラッセル・ウォレス（動物学）、ジョージ・サーモン（数学）
- 1869年: Augustus Matthiessen（化学）、Thomas Maclear（天文学）
- 1870年: トーマス・デイヴィッドソン（古生物学）、ウィリアム・ハロウズ・ミラー（鉱物学）
- 1871年: ジョージ・バスク（動物学）、John Stenhouse（化学）
- 1872年: Henry John Carter（動物学）、Thomas Anderson（化学）
- 1873年: George James Allman（動物学）、ヘンリー・エンフィールド・ロスコー（化学）
- 1874年: ヘンリー・ソービー（地質学）、ウィリアム・クローフォード・ウィリアムソン（古生物学）
- 1875年: Thomas Oldham（地質学）、ウィリアム・クルックス（化学）
- 1876年: チャールズ・ワイヴィル・トムソン（動物学）、ウィリアム・フルード（流体力学）
- 1877年: フレデリック・エイベル（化学）、オズヴァルト・ヘール（博物学）
- 1878年: アルベルト・ギュンター（動物学）、John Allan Broun（気象学）
- 1879年: Andrew Ramsay（地質学）、ウィリアム・パーキン（化学）
- 1880年: Andrew Noble（物理学）、ジョゼフ・リスター（外科学）
- 1881年: John Hewitt Jellett（数学） 、Francis Maitland Balfour（生物学）
- 1882年: ジョン・ウィリアム・ストラット（物理学）、William Henry Flower（生物学）
- 1883年: トマス・アーチャー・ハースト（数学） 、John Scott Burdon-Sanderson（生理学）
- 1884年: ジョージ・ハワード・ダーウィン（数学）、ダニエル・オリバー（植物学）
- 1885年: デイビッド・エドワード・ヒューズ（電気工学）、レイ・ランケスター（動物学）
- 1886年: ピーター・テイト（物理学） 、フランシス・ゴルトン（生物学）
- 1887年: Alexander Ross Clarke（測地学）、ヘンリー・ノティッジ・モーズリー（博物学）
- 1888年: オズボーン・レイノルズ（物理学）、フェルディナント・フォン・ミュラー（地理学）
- 1889年: Thomas Edward Thorpe（化学）、Walter Holbrook Gaskell（生理学）
- 1890年: ジョン・ホプキンソン（物理学）、David Ferrier（神経学）
- 1891年: Arthur William Rucker（物理学）、チャールズ・ラップワース（地質学）
- 1892年: チャールズ・プリチャード（天文学）、John Newport Langley（生理学）
- 1893年: ハリー・マーシャル・ウォード（植物学）、アーサー・シュスター（物理学）
- 1894年: ジョゼフ・ジョン・トムソン（物理学）、Victor Horsley（生理学）
- 1895年: ジョン・マレー（海洋学）、ジェームズ・アルフレッド・ユーイング（物理学）
- 1896年: アーチボルド・ゲイキー（地質学）、チャールズ・バーノン・ボーイズ（物理学）
- 1897年: リチャード・ストレイチー（地質学）、アンドリュー・ラッセル・フォーサイス（数学）
- 1898年: ジョン・カー（物理学）、Walter Gardiner（植物学）
- 1899年: William Carmichael McIntosh（生物海洋学）、ジョージ・フィッツジェラルド（物理学）
- 1900年: アルフレッド・ニュートン（鳥類学）、Percy Alexander MacMahon（数学）

### 1901年～1950年
- 1901年: ウィリアム・エドワード・エアトン（電気工学）、ウィリアム・トーマス・ブランフォード（地質学）
- 1902年: Edward Albert Sharpey-Schafer（神経学）、Horace Lamb（応用数学）
- 1903年: デービッド・ギル（天文学）、Horace Tabberer Brown（化学）
- 1904年: デヴィッド・ブルース（微生物学）、ウィリアム・バーンサイド（数学）
- 1905年: チャールズ・シェリントン（神経生理学） 、ジョン・ヘンリー・ポインティング（物理学）
- 1906年: Alfred George Greenhill（数学）、ダキンフィールド・ヘンリー・スコット（植物学）
- 1907年: アーネスト・ウィリアム・ホブソン（数学）、Ramsay Heatley Traquair（博物学）
- 1908年: Henry Head（神経学）、ジョン・ミルン（地質学）
- 1909年: オーガストゥス・ラブ（数学）、ロナルド・ロス（医学）
- 1910年: フレデリック・オーペン・バウワー（植物学）、John Joly（地質学）
- 1911年: George Chrystal（数学）、ウィリアム・ベイリス（生理学）
- 1912年: Grafton Elliot Smith（解剖学）、William Mitchinson Hicks（物理学）
- 1913年: Ernest Starling（生理学）、Harold Baily Dixon（化学）
- 1914年: アーネスト・ウィリアム・ブラウン（天文学）、William Johnson Sollas（地質学）
- 1915年: ジョゼフ・ラーモア（数学）、W. H. R. Rivers（民族学）
- 1916年: Hector Munro Macdonald（数学）、John Scott Haldane（生理学）
- 1917年: アーサー・スミス・ウッドワード（古生物学）、John Aitken（気象学）
- 1918年: アルフレッド・ファウラー（天文学）、フレデリック・ホプキンズ（生化学）
- 1919年: ジェームズ・ジーンズ（数学）、John Bretland Farmer（植物学）
- 1920年: ゴッドフレイ・ハロルド・ハーディ（数学）、ウィリアム・ベイトソン（遺伝学）
- 1921年: フランク・ダイソン（天文学）、フレデリック・フロスト・ブラックマン（植物学）
- 1922年: チャールズ・ウィルソン（気象学）、Joseph Barcroft（生理学）
- 1923年: Charles James Martin（生理学）、Napier Shaw（気象学）
- 1924年: Dugald Clerk（工学）、ヘンリー・ハレット・デール（薬理学）
- 1925年: アルバート・スワード（植物学）、William Henry Perkin, Jr.（有機化学）
- 1926年: アーチボルド・ヒル（生理学）、William Bate Hardy（生化学）
- 1927年: John Cunningham McLennan（物理学）、Thomas Lewis（循環器学）
- 1928年: アーサー・エディントン（宇宙物理学）、ロバート・ブルーム（古生物学）
- 1929年: ジョン・エデンサー・リトルウッド（数学）、Robert Muir（病理学）
- 1930年: John Edward Marr（地質学）、オーエン・リチャードソン（物理学）
- 1931年: Richard Glazebrook（物理学）、William Henry Lang（植物学）
- 1932年: Edward Mellanby（薬理学）、ロバート・ロビンソン（化学）
- 1933年: ジェフリー・イングラム・テーラー（物理学）、パトリック・プレイフェア・レイドロー（ウイルス学）
- 1934年: エドガー・エイドリアン（電気生理学）、シドニー・チャップマン（地球物理学）
- 1935年: Alfred Harker（岩石学）、チャールズ・ゴールトン・ダーウィン（物理学）
- 1936年: Edwin Stephen Goodrich（動物学）、Ralph H. Fowler（物理学）
- 1937年: Arthur Henry Reginald Buller（生物学）、Nevil Sidgwick（化学）
- 1938年: フランシス・アストン（物理学）、ロナルド・フィッシャー（統計学）
- 1939年: デーヴィッド・ケイリン（昆虫学）、ポール・ディラック（物理学）
- 1940年: Francis Marshall（生理学）、パトリック・ブラケット（物理学）
- 1941年: アーネスト・ケナウェイ（病理学）、エドワード・アーサー・ミルン（天体物理学）
- 1942年: William Whiteman Carlton Topley（微生物学）、ウォルター・ハース（化学）
- 1943年: エドワード・ベイリー（地質学）、ハロルド・スペンサー＝ジョーンズ（天文学）
- 1944年: Charles Robert Harington（化学）、David Brunt（気象学）
- 1945年: Edward James Salisbury（植物学）、ジョン・デスモンド・バナール（結晶学）
- 1946年: C. D. Darlington（生物学）、ローレンス・ブラッグ（物理学）
- 1947年: フランク・マクファーレン・バーネット（ウイルス学）、シリル・ヒンシェルウッド（化学）
- 1948年: James Gray（動物学）、ハロルド・ジェフリーズ（地球物理学）
- 1949年: Rudolph Peters（生化学）、ジョージ・パジェット・トムソン（物理学）
- 1950年: Carl Pantin（動物学）、エドワード・アップルトン（物理学）

### 1951年～2000年
- 1951年: ハワード・フローリー（薬理学）、イアン・ヒールブロン（化学）
- 1952年: フレデリック・バートレット（実験心理学）、クリストファー・ケルク・インゴールド（化学）
- 1953年: Paul Fildes（微生物学）、ネヴィル・モット（物理学）
- 1954年: ハンス・クレブス（生化学）、ジョン・コッククロフト（物理学）
- 1955年: Vincent Wigglesworth（昆虫学）、アレクサンダー・トッド（生化学）
- 1956年: オーウェン・ジョーンズ（地質学）、ドロシー・ホジキン（化学）
- 1957年: Frederick Gugenheim Gregory（植物学）、ウィリアム・ホッジ（数学）
- 1958年: アラン・ロイド・ホジキン（生理学）、Harrie Massey（物理学）
- 1959年: ピーター・メダワー（生理学）、ルドルフ・パイエルス（物理学）
- 1960年: Roy Cameron（病理学）、アルフレッド・ラヴェル（物理学）
- 1961年: Wilfrid Le Gros Clark（生理学）、セシル・パウエル（物理学）
- 1962年: ジョン・C・エックルス（神経生理学）、スブラマニアン・チャンドラセカール（宇宙物理学）
- 1963年: ハーバート・ハロルド・リード（地質学）、ロビン・ヒル（生化学）
- 1964年: Francis Brambell（医学）、James Lighthill（航空音響学）
- 1965年: Charles Husband（工学）、ジョン・ケンドリュー（結晶学）、レイモンド・リットルトン（天文学）
- 1966年: クリストファー・コッカレル（工学）、Frank Yates（統計生物学）、J. A. Ratcliffe（物理学）
- 1967年: Joseph Hutchinson（生物学）、John Zachary Young（神経生理学）、Cecil Edgar Tilley（岩石学）
- 1968年: Gilbert Roberts（工学）、Walter Thomas James Morgan（生化学）、マイケル・アティヤ（数学）
- 1969年: Charles Oatley（電気工学）、フレデリック・サンガー（生化学）、George Deacon（海洋学）
- 1970年: John Baker（工学）、W. A. H. Rushton（生理学）、キングスレー・チャールズ・ダナム（地質学）
- 1971年: Percy Edward Kent（地質学）、マックス・ペルーツ（生物学）、ゲルハルト・ヘルツベルク（物理学）
- 1972年: Bennett Lewis（原子核物理学）、フランシス・クリック（生物学）、デレック・バートン（化学）
- 1973年: Edward Abraham（生物学）、ロドニー・ロバート・ポーター（生物学）、マーティン・ライル（天文学）
- 1974年: シドニー・ブレナー（生物学）、George Edwards（工学）、フレッド・ホイル（物理学）
- 1975年: バーンズ・ウォリス（工学）、David Chilton Phillips（生物学）、エドワード・ブラード（地球物理学）
- 1976年: Alan Walsh（物理学）、James Learmonth Gowans（医学）、ジョン・コーンフォース（化学）
- 1977年: John Adams（物理学）、Hugh Huxley（生物学）、ペーター・ヒルシュ（物質科学）
- 1978年: トム・キルバーン（工学）、Roderic Alfred Gregory（生物学）、アブドゥッサラーム（物理学）
- 1979年: Vernon Ellis Cosslett（物理学）、Hans Kosterlitz（生物学）、Frederick Charles Frank（物理学）
- 1980年: ジョン・ポール・ワイルド（天文学）、Henry Harris（医学）、Denys Wilkinson（物理学）
- 1981年: Ralph Riley（遺伝学）、Marthe Vogt（神経科学）、ジェフリー・ウィルキンソン（化学）
- 1982年: セーサル・ミルスタイン（生化学）、William Hawthorne（工学）、Richard Dalitz（物理学）
- 1983年: Daniel Joseph Bradley（物理学）、Wilhelm Feldberg（生物学）、John Kingman（数学）
- 1984年: Alexander Lamb Cullen（電気工学）、Mary F. Lyon（遺伝学）、Alan R. Battersby（化学）
- 1985年: John Argyris（工学）、ジョン・ガードン（生物学）、ロジャー・ペンローズ（物理学）
- 1986年: Eric Ash（電気工学）、Richard Doll（生理学）、Rex Richards（化学）
- 1987年: Gustav Victor Rudolf Born（薬理学）、Eric James Denton（海洋生物学）、フランシス・グレアム＝スミス（天文学）
- 1988年: Harold Barlow（工学）、Winifred Watkins（生化学）、George Batchelor（数学）
- 1989年: ジョン・ベーン（薬理学）、David Weatherall（医学）、ジョン・ポラニー（化学）
- 1990年: Olgierd Zienkiewicz（工学）、アン・マクラーレン（発生生物学）、マイケル・ベリー（物理学）
- 1991年: Basil John Mason（物理学）、Michael Berridge（生物学）、ダン・マッケンジー（地球物理学）
- 1992年: David Tabor（物理学）、Anthony Epstein（医学）、サイモン・ドナルドソン（数学）
- 1993年: Rodney Hill（応用数学）、Horace Barlow（神経科学）、Volker Heine（物理学）
- 1994年: Salvador Moncada（薬理学）、Eric Harold Mansfield（航空学）、Sivaramakrishna Chandrasekhar（物理学）
- 1995年: ドナルド・メトカーフ（医学）、ポール・ナース（生化学）、Robert Williams（化学）
- 1996年: ロバート・ハインド（動物学）、ジャック・ヘスロップ＝ハリソン（植物学）、アンドリュー・ワイルズ（数学）
- 1997年: Geoffrey Eglinton（化学）、ジョン・メイナード＝スミス（生物学）、Donald Hill Perkins（物理学）
- 1998年: エドウィン・サザン（生化学）、Ricardo Miledi（神経科学）、Donald Charlton Bradley（化学）
- 1999年: John Frank Davidson（化学）、Patrick David Wall（神経科学）、Archibald Howie（物理学）
- 2000年: ティム・バーナーズ＝リー（計算機科学）、Geoffrey Burnstock（神経科学）、Keith Usherwood Ingold（化学）

### 2001年～
- 2001年: Richard Gardner（生物学）、Gabriel Horn（生物学）、サム・エドワーズ（物理学）
- 2002年: リチャード・ピート（数学）、Suzanne Cory（遺伝学）、レイ・フリーマン（化学）
- 2003年: John Skehel（ウイルス学）、Kenneth L. Johnson（工学）、ニコラス・シャックルトン（地質学）
- 2004年: ジェームス・ブラック（化学）、アレック・ジェフリーズ（遺伝学）、Jack Lewis（化学）
- 2005年: Michael Pepper（物理学）、アンソニー・ポーソン（生物学）、マイケル・フィッシャー（物理学）
- 2006年: David Baulcombe（植物学）、ティモシー・ハント（生化学） 、ジョン・ペンドリー（物理学）
- 2007年: トマス・リンダール（医学）、Cyril Hilsum（物理学）、James Feast（化学）
- 2008年: Robert E. M. Hedges（考古学）、Philip Cohen（生化学）、アラン・ファーシュト（化学）
- 2009年: チンターマニー・ラーオ（化学）、Ronald Laskey（分子生物学）、Chris Dobson（生物物理学）
- 2010年: Peter Knight（量子光学）、アジム・スラーニ（生物学）、Allen Hill（化学）
- 2011年: スティーヴン・V・レイ（化学）、Robin Holliday（分子生物学）、グレゴリー・ウィンター（生物物理学）
- 2012年: トマス・キブル（物理学）、Kenneth Murray（生物学）、Andrew Bruce Holmes（化学）
- 2013年: Rodney Baxter（物理学）、Walter Bodmer（遺伝学）、Peter N. T. Wells（医学物理学）
- 2014年: テレンス・タオ（数学）、アンソニー・ハンター（生化学）、Howard Morris（生物物理学）
- 2015年: ジョスリン・ベル・バーネル（天文学）、エリザベス・H・ブラックバーン （生物学）、Christopher Llewellyn Smith（物理学）
- 2016年: John Meurig Thomas（化学）、Elizabeth Robertson（生物学）、John Goodby（材料科学）
- 2017年: ポール・コーカム（物理学）、グラント夫妻（生物学）、Melvin Greaves（医学）
- 2018年: スティーヴン・スパークス（地質学）、Lewis Wolpert（生物学）、シャンカー・バラスブラマニアン、David Klenerman（医学）
- 2019年: キャロル・ロビンソン（生物学）、Michel Goedert（生物学）、Ann Dowling（物理学）
- 2020年: Herbert Huppert（地球物理学）、Caroline Dean（生物学）、Ian Shanks（工学）
- 2021年: マイケル・グリーン（物理学）、盧煜明（医学）、Colin Humphreys（物理学）
- 2022年: Richard Ellis（天体物理学）、Stephen C. West（生物学）、ジェフリー・ヒントン（神経科学）
- 2023年: アントニー・ホーア（計算機科学）、Herman Waldmann（生物学）、Patrick Vallance、Christopher Whitty（医学）
- 2024年: Tejinder Virdee（物理学）、Michael Stratton（生物学）、Ravinder N. Maini、マーク・フェルドマン（医学）